# 시리아 임시정부
시리아 임시정부(아랍어: الحكومة السورية المؤقتة, Syrian Interim Government)는 시리아 내전 중에 여러 시리아 반군 조직의 느슨한 연합인 시리아 국민연합이 조직한 대체 정부로,튀르키예 정부로부터 지원을 받으며 이스탄불에 망명 정부를 설립했다. 2016년 올리브 가지 작전 이후 튀르키예가 시리아 북부의 일부 지역을 장악하자 시리아 임시정부도 아자즈에 수도를 두었다. 2017년 이들리브주 전역에서 총선을 치렀다. 2017년 12월부터 시리아 국민군을 군대로 삼았다.
2024년 12월 아사드 정권이 몰락한 이후, 시리아 임시정부는 짧은 시간 동안 타히르 알샴이 이끄는 시리아 과도정부와 공존했다. 시리아 국민연합이 시리아 과도정부를 지지하고 협력을 약속한 뒤, 2025년 1월 30일 시리아 임시정부는 시리아 과도정부와 통합을 선언했다.

## 같이 보기
- 시리아 구국정부
- 시리아 국민군